# Hermann Aumer
Hermann Aumer (30 de abril de 1915 – 30 de maio de 1955) foi um político alemão do Partido da Baviera (BP) e ex-membro do Bundestag alemão.

## Vida
De 1949 a 1953, Aumer foi membro do Bundestag alemão pelo eleitorado de Ingolstadt, por um mandato.

## Literatura
Herbst, Ludolf; Jahn, Bruno (2002).  Vierhaus, ed. Biographisches Handbuch der Mitglieder des Deutschen Bundestages. 1949–2002 (em alemão). München: De Gruyter - De Gruyter Saur. 1715 páginas. ISBN 978-3-11-184511-1